# Остап Коркуна
Остап Коркуна (англ. Ostap Korkuna, нар. 26 вересня 1987, Львів) — американський спеціаліст з програмного забезпечення і громадський діяч українського походження, співзасновник благодійної організації Nova Ukraine.

## Життєпис
Коркуна отримав магістерський диплом з інформатики на факультеті прикладної математики та інформатики Львівського національного університету імені Івана Франка. 2008 року переміг на Міжнародній студентській олімпіаді з програмування. Працював в Фейсбук і в 2019 перейшов в компанію People.ai де пізніше зайняв посаду директора.

## Nova Ukraine
2014 року Коркуна став співзасновником благодійної організації Nova Ukraine, де він є співголовою. У 2018 році він став одним з співорганізаторів демонстрації на підтримку моряків, яких захопила Росія. В лютому і березні 2022, в перші тижні Російського вторгнення, Остап очолював демонстрації в Сан Франциско на підтримку України.
Тайваньська агенція новин Central News Agency висвітлила демонстрації, організовані Коркуною, й опублікувала інтерв'ю з ним. Голос Америки висвітлив історію Nova Ukraine і зусилля співзасновників. Під час головування Коркуни, Nova Ukraine реалізувала поміч на $50 млн 2022 року.